# Royaume du Kurdistan
1922–1924
Entités précédentes :
- Empire ottoman (Irak)

Entités suivantes :
- Mandat britannique de Mésopotamie

Le royaume du Kurdistan (en kurde : Keyaniya Kurdistanê, en arabe : كوردستان که‌یانیی) est un État non reconnu de courte durée (moins de deux ans) proclamé en septembre 1922 dans la ville de Souleimaniye dans le nord de l'Irak après l'effondrement de l'Empire ottoman. Officiellement, le territoire concerné était sous la juridiction du mandat britannique de Mésopotamie. Ce royaume est établi à la suite des révoltes menées par le cheikh Mahmoud Barzandji et est dissous en 1924 par les Britanniques.